# Cardiocondyla nuda
Cardiocondyla nuda é uma espécie de formiga do gênero Cardiocondyla, pertencente à subfamília Myrmicinae.